# Гулевич Федір Федорович
Федір Федорович Гулевич (біл. Фёдар Фёдаравіч Гулевіч; 14 жовтня 1952, Молодечно) — білоруський клоун, цирковий артист. Заслужений артист Білоруської РСР (1979).

## Біографія
У 1969 році закінчив студію при Мінському державному цирку. Актор Союзного державного цирку (з 1992 року Держцирк).
Член Білоруської спілки театральних діячів з 1981 року.

## Творчість
Виступає в дуеті з О. Воронецьким у ролі килимового блазня (за мотивами білоруського фольклору створив маску простодушного, веселого хлопця). У номерах він використовує акробатику і жонглювання. Автор (разом з Воронецьким) багатьох клоунад і реприз. Знімався в телефільмах «Дзяниськаві історії», «Новорічний атракціон», «А ще цирк».